# Antsalaka
Antsalaka est une commune rurale dans le district de Diego II (Kaominina), du Nord de Madagascar, dans la Région Diana. La commune rurale s'étend sur 1228 ha.

## Géographie
Antsalaka se trouve au Sud-Est de la Montagne d'Ambre, à environ 550 m d'altitude, dans une zone de végétation luxuriante tropicale humide qui bénéficie d'un microclimat dû au relief, et qui favorise les précipitations (environ 3500 mm/an). L'eau est omniprésente. Il y a eu jusqu'à 56 sources mais en raison de la déforestation il n'en reste plus qu'une trentaine en 2011.

Cette zone bénéficie d'une condition climatique, hydrologique et géologique (terre volcabique naturellement riche) idéale pour les cultures(riz, légumes, kath,...) 

## Histoire
Pendant la colonisation, cette commune a été un grand centre de production agricole. La production était destinée à la flotte française basée à Antsiranana (produits maraîchers, fruitiers.

Une grande église, située à l'entrée du village est une dernière œuvre des reunionais construite en 1960. 

## Administration
Antsalaka est une rurale du district d'Antsiranana II, située dans la région de Diana, dans la province de Diego-Suarez.

## Économie
La majorité de la population des paysans. La commune est connue avec sa célèbre kath, le Kath, qat ou kat, est un arbuste ou arbrisseau (une sorte de fusain) de la famille des Célastracées, originaire d'Éthiopie, dont la culture s'est étendue à l'Arabie (surtout au Yémen) vers le XVe siècle. Il est consommé par les habitants de la région Nord de Madagascar, qui en mâchent (« broutent ») longuement les feuilles pour leur effet stimulant et euphorisant comparable à celui de l'amphétamine.
À part la culture de khat, la commune est la première productrice des légumes dans la région Nord de Madagascar.

## Démographie
La population est estimée à 4 000 habitants, en 2001.